# Ermita de Santa María del Barrio
Santa María del Barrio es una ermita de origen medieval situada en la localidad española de Cellorigo (La Rioja), unos 400 m al norte de su núcleo urbano.

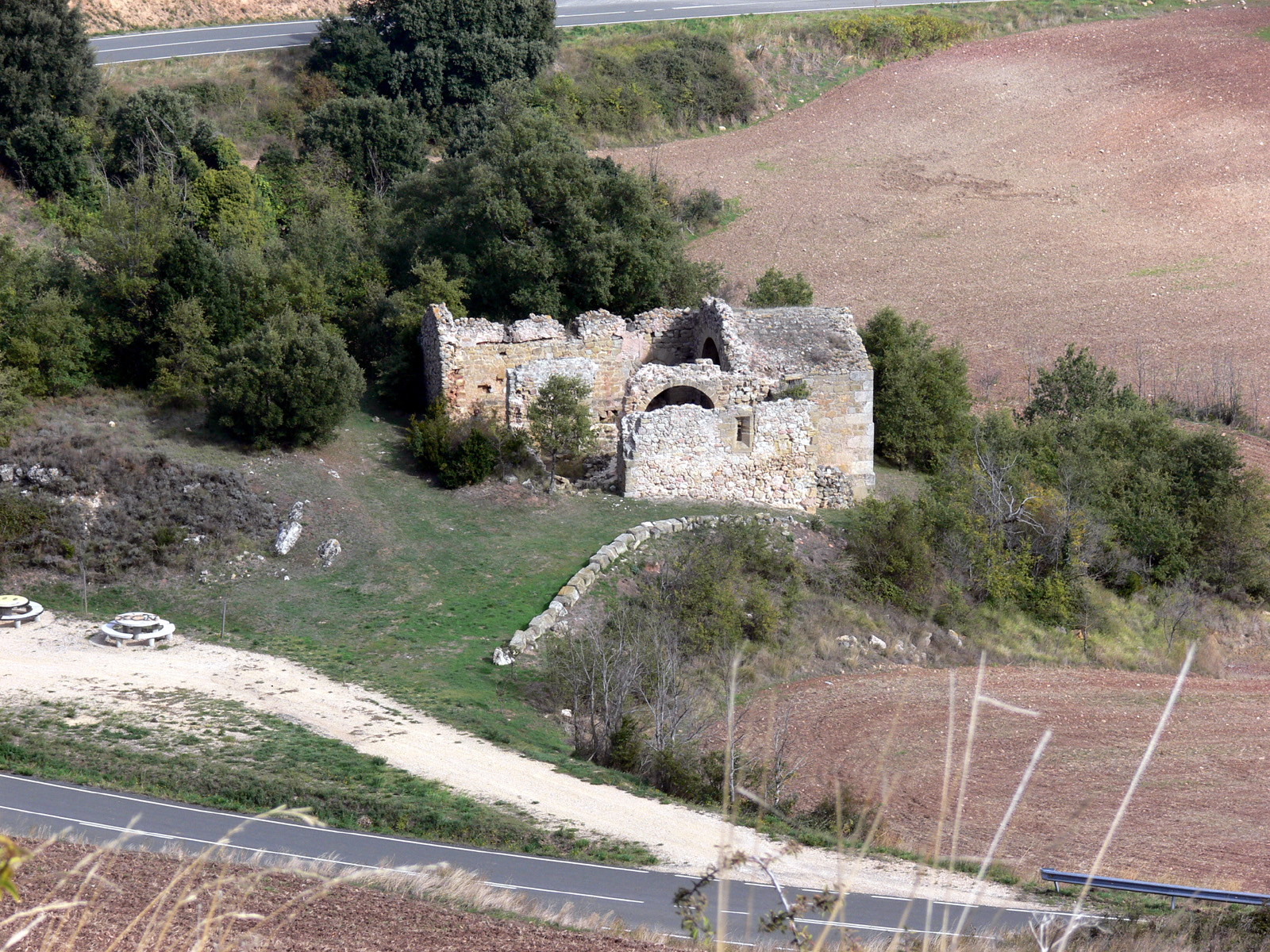
Vista general de las ruinas de Santa María del Barrio, fachada sur

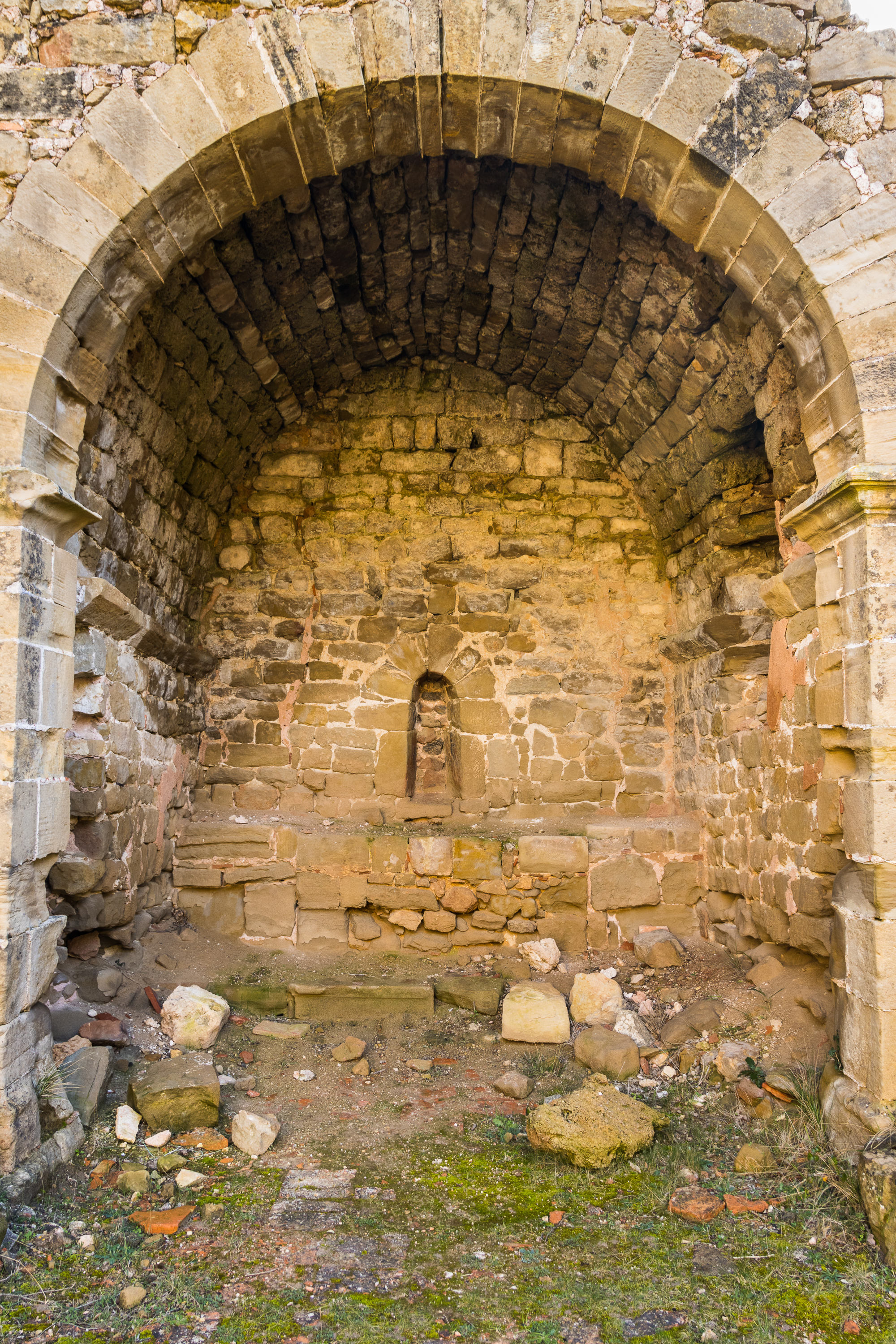
Interior del ábside mostrando la cubierta de bóveda de cañón apuntada y el arco triunfal

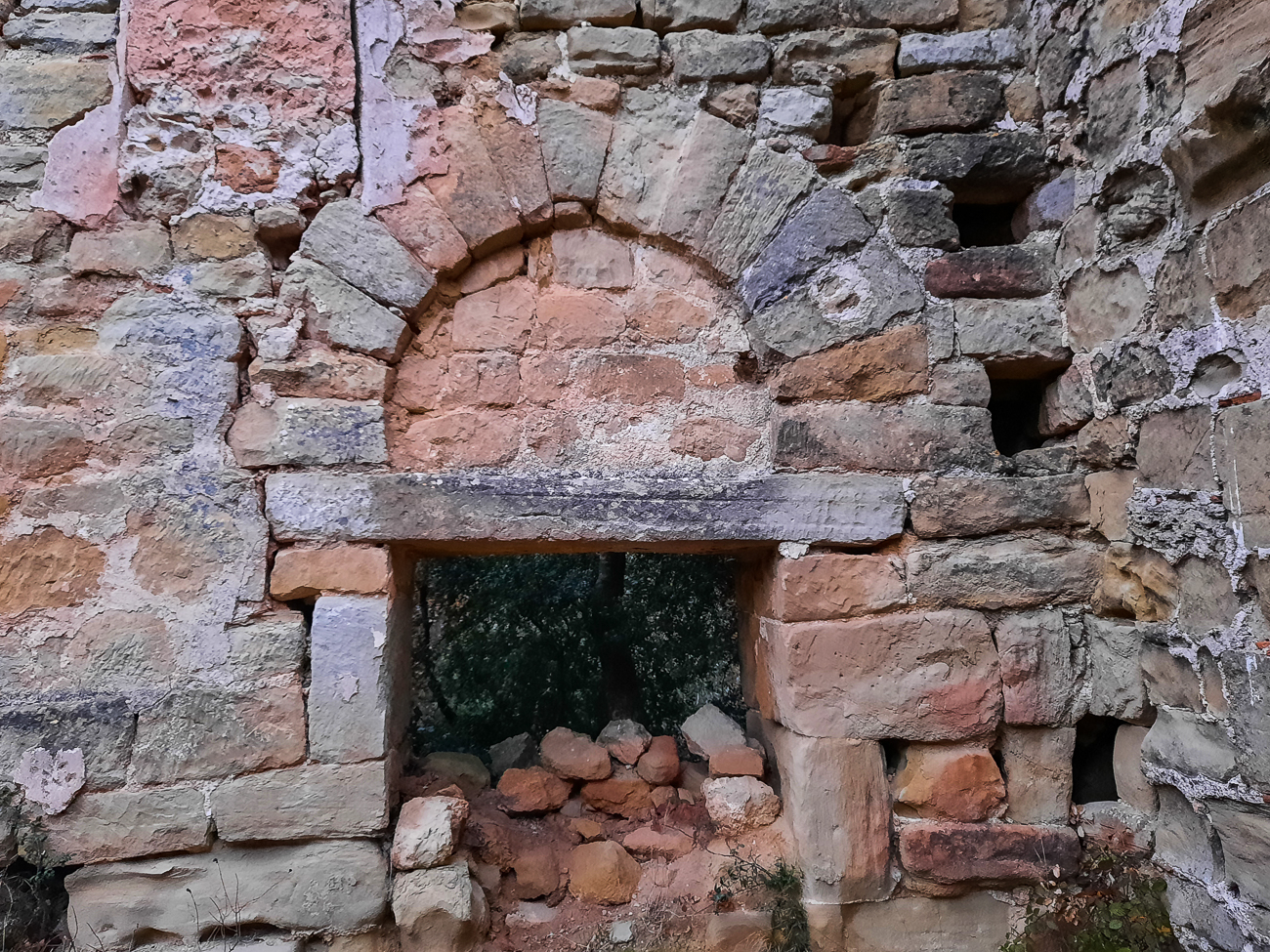
Arco visigodo conservado en el muro norte

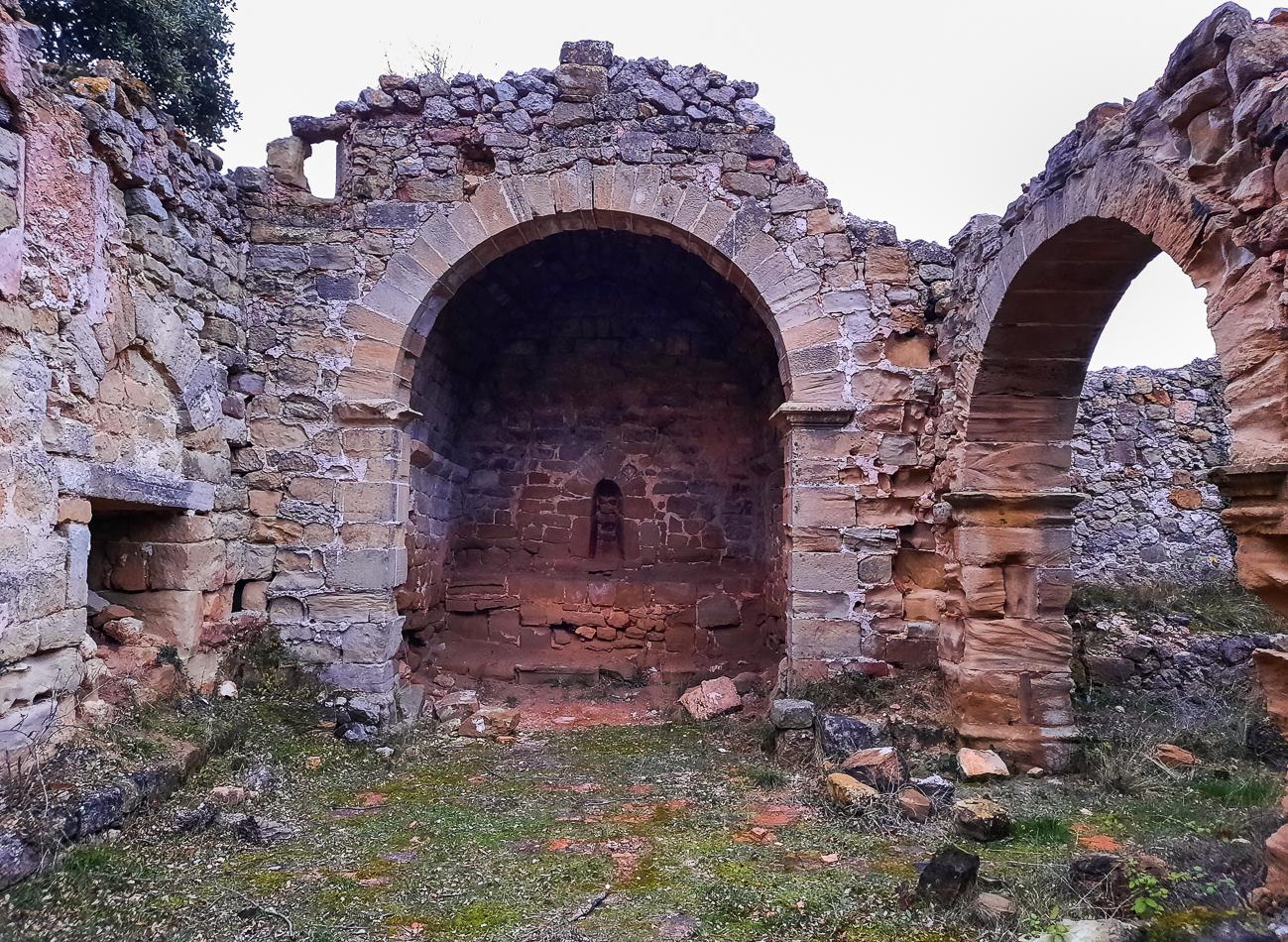
Interior de la nave y cabecera mostrando los tres arcos que se conservan: visigodo, triunfal y de acceso a la capilla

## Descripción de las ruinas
El edificio original sería una iglesia prerrománica. De este templo únicamente se conserva parte del muro norte de la nave y una puerta con arco de herradura adintelado y con el peralte de un tercio situada en el mismo muro. Este arco, parcialmente cegado, podría corresponder a una obra visigoda.  
En la iglesia parroquial de Cellorigo se conservan dos capiteles mozárabes, de alabastro y relacionados con la puerta cegada del muro norte. El primero de ellos tiene dos niveles separados por sogueados. El inferior contiene pencas poco estilizadas, mientras que en el superior zarcillos y penquillas se superponen y se enlazan en las esquinas formando rodetes.
Esta primera construcción tiene una datación incierta en el siglo IX o X y se supone levantada por mozárabes autóctonos. Otros autores la suponen una muestra de arquitectura de repoblación con influencias asturianas, visigodas y árabes en los capiteles, que se remontarían al siglo VII.
Sobre los restos de la primera construcción se levantó, a finales del siglo XII, una ermita románica que constaba de una nave rectangular y cabecera cuadrangular. La nave tendría una cubierta de madera mientras que la cabecera está cubierta con una bóveda de cañón apuntada recorrida por una imposta lisa. El ábside contiene una ventana abocinada terminada en una saetera al exterior, actualmente cegada.
En el Museo Catedralicio de Santo Domingo de la Calzada se conserva la pila bautismal románica, del siglo XII. 
En el siglo XVII el edificio se amplió con un volumen rectangular adosado al muro sur y destinado a capilla. Sobre la capilla se construyó una edificación que se identifica como casa del ermitaño. En el siglo XVIII se añadió un volumen cuadrangular en el muro norte, junto a la cabecera, destinado a sacristía. También de esta época son el arco triunfal y el arco de acceso a la capilla.

## Estado actual
Actualmente las ruinas de Santa María del Barrio están abandonadas y en proceso de degradación. Su estado es de ruina avanzada, y aunque se intervino en ella hace algunos años esto no ha frenado su deterioro. Desde el 3 de mayo de 2022 están incluidas en la lista roja de Hispania Nostra.